# Maniowy
Maniowy [maˈɲɔvɨ] là một ngôi làng ở miền nam Ba Lan nằm trong Voivodeship Lesser Ba Lan cách khoảng 19 kilômét (12 mi) về phía đông của Nowy Targ và 71 km (44 mi) phía nam thủ đô khu vực Kraków. Nó đã từng là quận của Gmina Czorsztyn từ năm 1993.
Nằm trên sườn phía nam của dãy núi Gorce, Maniowy mới được xây dựng vào những năm 1970-1980 sau khi được chuyển lên độ cao lớn hơn, từ một khu vực mà hồ Czorsztyn hiện đang trải dài. Lịch sử của ngôi làng cổ đã quay trở lại ít nhất là 1326 khi nó được thành lập trong thời kỳ thuộc địa của vùng Podhale. Ngôi làng hiện tại có kiến trúc hiện đại gồm những ngôi nhà với một số tòa nhà lớn (ví dụ Nhà thờ Saint Nicholas và phòng tập thể dục) và có hơn 2000 người sinh sống. Các khu rừng lân cận, núi, hồ, thang máy trượt tuyết và công viên quốc gia là những điểm thu hút khách du lịch trong mỗi mùa trong năm. Vào những ngày không có mây, có thể nhìn thấy dãy núi phía đông Tatra gần đó.

## Chuyển làng
Do khu vực thường xuyên xảy ra lũ lụt (bao gồm cả trận lụt năm 1934), kế hoạch đã được lập cho một con đập trong khu vực kể từ năm 1905, và năm 1964, một nghị quyết đã được thông qua để xây dựng con đập trên Dunajec con sông. Điều này có nghĩa là cuối cùng, thị trấn Maniowy hiện tại sẽ ở dưới nước, vì vậy các biện pháp đã được thực hiện để di dời cư dân lên các sườn dốc cách xa mặt nước. Tái định cư cho Maniowy mới bắt đầu sớm nhất là vào những năm 1970, và vùng biển bắt đầu bao phủ khu phố cổ vào năm 1995.

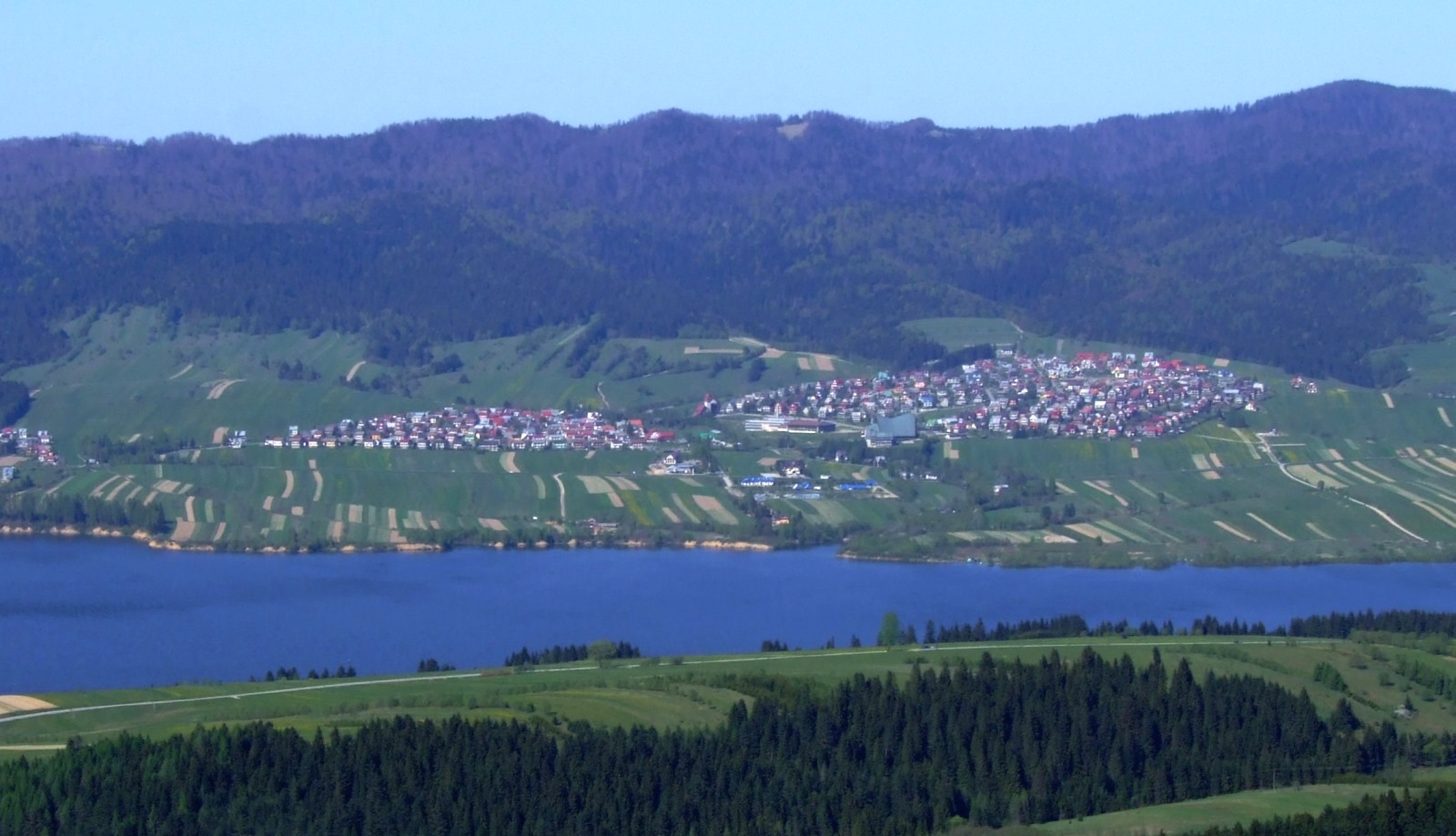
Maniowy mới ở độ cao cao hơn do ngôi làng cũ bị bao phủ bởi hồ